# Stadionul CUG Cluj-Napoca
Baza sportivă CUG Cluj-Napoca era un stadion multifuncțional amplasat în cartierul Gheorgheni din Cluj-Napoca care era folosit de echipa a doua a clubului  CFR 1907 Cluj . Avea o suprafata de 65 669 m2 si includea teren de fotbal gazon, teren fotbal zgură, teren fotbal sintetic, tenis si handbal. Adresa este Strada Alexandru Vaida Voevod F.N., Cluj-Napoca 400066, România. 
În 2005, consiliul județean și primăria Cluj-Napoca au avut discuții pentru formarea unui parteneriat cu firmele De.Be.Co și SC Univers T SA Cluj-Napoca.
În 10 noiembrie 2007 după ce au fost finalizate lucrarile, a fost inaugurat Iulius Mall, ce a fost construit pe o suprafață de aproximativ 43.000 m2, Baza sportivă restrângându-se doar la actualul stadion care mai are o suprafață de 24 983 de metri pătrați și este compusă din teren de fotbal gazon (19 200 m2), o clădire administrativă cu un etaj și alte construcții speciale.